# Several Species of Small Furry Animals Gathered Together in a Cave and Grooving with a Pict
A Several Species of Small Furry Animals Gathered Together in a Cave and Grooving with a Pict ( hallgat) egy szám címe a Pink Floyd 1969-es Ummagumma című duplalemezéről.
A szám számos madárhangra emlékeztető effektet tartalmaz, melyeket Roger Waters saját hangjának különböző sebességeken történő lejátszásával hozott létre. Körülbelül 4:34-nél található a számban egy rész, amit ha lassítva játszunk le, érteni lehet, amint Waters, vagy a gitáros David Gilmour azt mondja „That was pretty avant-garde, wasn't it?” (Elég avant-garde lett, nem igaz?) A piktek a skótok ősei. Koncerteken csak egy részlet hangzott el belőle nagyon ritkán a The Embryo című szám bevezetőjeként.

## Közreműködők
- Szöveg, effektek: Roger Waters

## Külső hivatkozások
- Dalszöveg